# Audaces féminines
Pour les articles homonymes, voir Cheating Cheaters.
Pour plus de détails, voir Fiche technique et Distribution.
Audaces féminines (Cheating Cheaters) est un film américain réalisé par Richard Thorpe, sorti en 1934.

## Synopsis
En revenant d'Europe, Tom Palmer rencontre Nan Brockton et son père George Brockton, sans savoir que ce sont des voleurs de bijoux. Les Brockton louent une maison à Long Island, près de celle des Palmer. Ils y habitent avec Steve Wilson, un tueur qui se fait passer pour leur maître d'hôtel, et Toni Verdi, qui se fait passer pour un professeur de musique. Comme elle l'espérait, Nan est invitée chez les Palmer et, sur place, elle demande s'ils veulent bien garder ses bijoux dans leur coffre, ce qui lui permet d'en découvrir la combinaison. Lorsqu'un certain Hanley de la fondation Carnegie se présente pour discuter avec Tom de l'homme qu'il a sauvé de la noyade pendant la croisière, les Brockton craignent qu'il ne s'agisse de Ferris, un célèbre détective que personne n'a jamais vu. Plus tard, Tom et sa "famille", en fait eux-mêmes un gang de voleurs, spéculent eux aussi sur l'identité de Ferris. Une nuit, Tom et M. Palmer se rendent chez les Brockton pour les cambrioler, pendant que Nan en fait de même chez les Palmer, aidée par Toni et Steve. Nan réussit son coup, mais Tom et Palmer sont pris. Nan est heureuse de découvrir que Tom est lui-même un voleur, et il lui propose de s'enfuir avec les bijoux. La police encercle les deux maisons et ils ont tous arrêtés, mais Tom est relâché et placé sous la garde de Ferris, qui s'avère être Nan. Nan dit à Tom que la cour devrait être clémente car il l'a aidée, et qu'elle l'attendra. 

## Fiche technique
- Titre original : Cheating Cheaters
- Titre français : Audaces féminines
- Réalisation : Richard Thorpe
- Scénario : Gladys Unger, Allen Rivkin, d'après la pièce Cheating Cheaters de Max Marcin
- Direction artistique : Harrison Wiley
- Costumes : Vera West
- Photographie : Norbert Brodine
- Son : Gilbert Kurland
- Montage : Ray Curtiss
- Musique : Edward Ward
- Production : Stanley Bergerman[1], Carl Laemmle[2]
- Société de production : Universal Pictures
- Société de distribution : Universal Pictures
- Pays d'origine :  États-Unis
- Langue originale : anglais
- Format : noir et blanc — 35 mm — 1,37:1 — son Mono (Western Electric Noiseless Recording)
- Genre : Comédie policière
- Durée : 70 minutes
- Date de sortie :
  - États-Unis :  5 novembre 1934

## Distribution
- Fay Wray : Nan Brockton
- Cesar Romero : Tom Palmer
- Minna Gombell : Nell Brockton
- Henry Armetta : Toni Verdi
- Francis L. Sullivan : George Brockton
- Hugh O'Connell : Steve Wilson
- Wallis Clark : M. Palmer
- Ann Shoemaker : Mme Palmer
- John T. Murray : Ira Lazarre
- George Barraud : Phil
- Morgan Wallace : Holmes

## Chansons du film
- I've Burned My Bridges : paroles et musique de Barry Trivers et Arthur Morton

## Autour du film
- Ce film est le remake de Cheating Cheaters, film d'Edward Laemmle de 1927, qui était lui-même un remake de Cheating Cheaters, film d'Allan Dwan de 1919.